# Hugo Bamberger

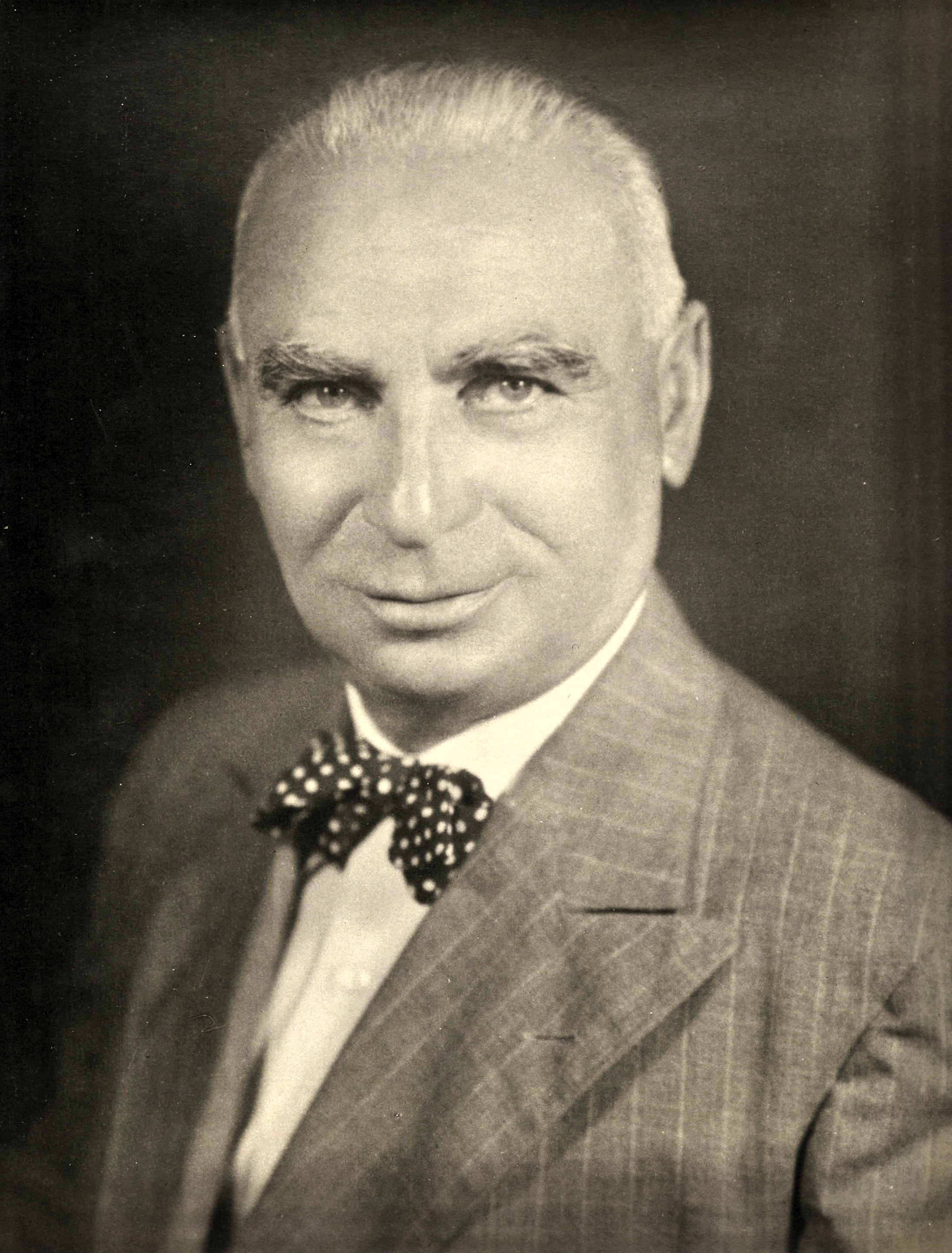
Hugo Bamberger, 1940er Jahre

Hugo Bamberger (geboren am 12. August 1887 in Lichtenfels, Oberfranken, Königreich Bayern; gestorben am 31. Dezember 1949 in New York City) war ein deutsch-amerikanischer Chemiker, Unternehmer und Firmengründer.

## Familie

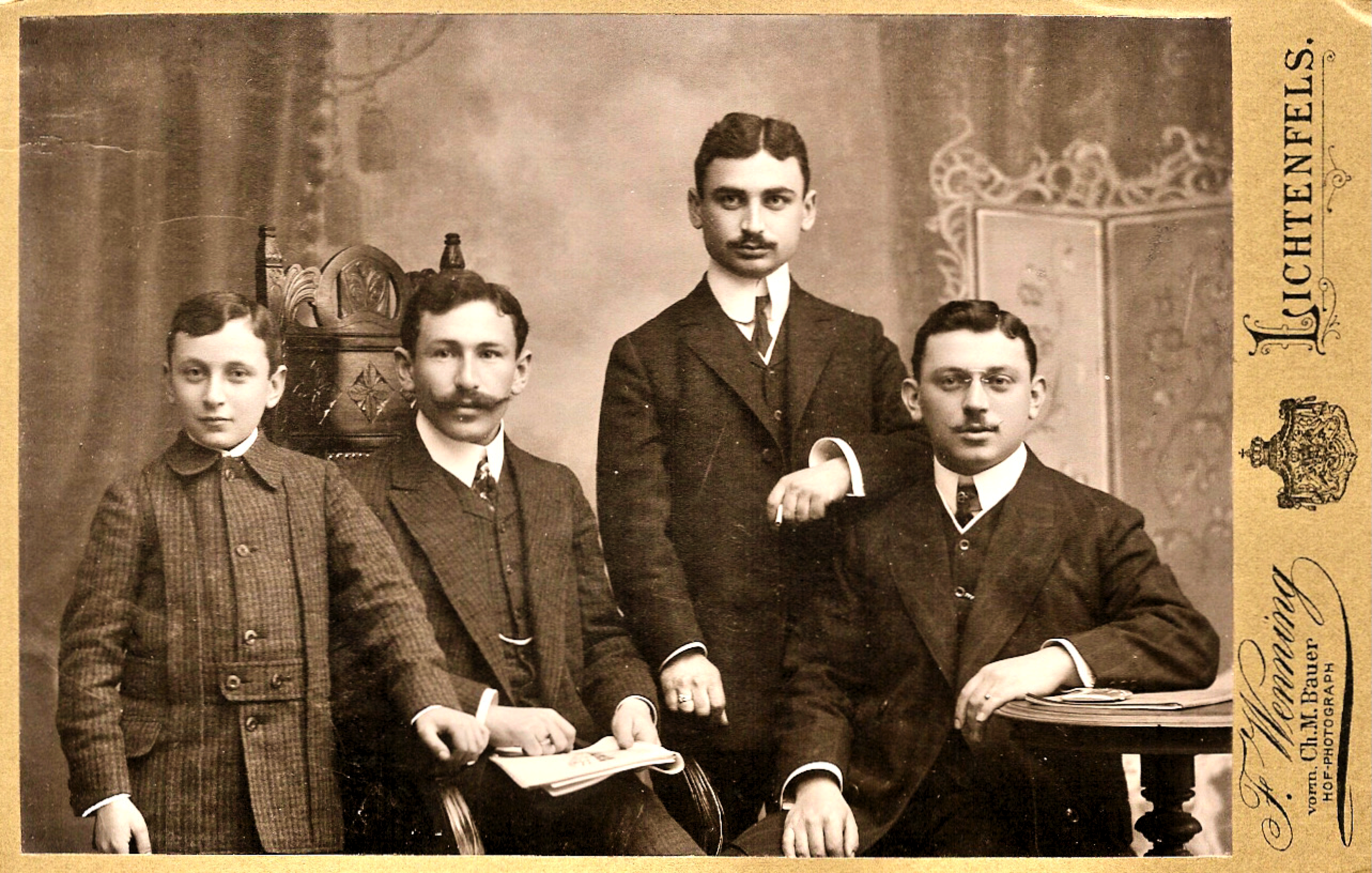
Von links: Ludwig, Otto, Hugo und Anton Bamberger, um 1910

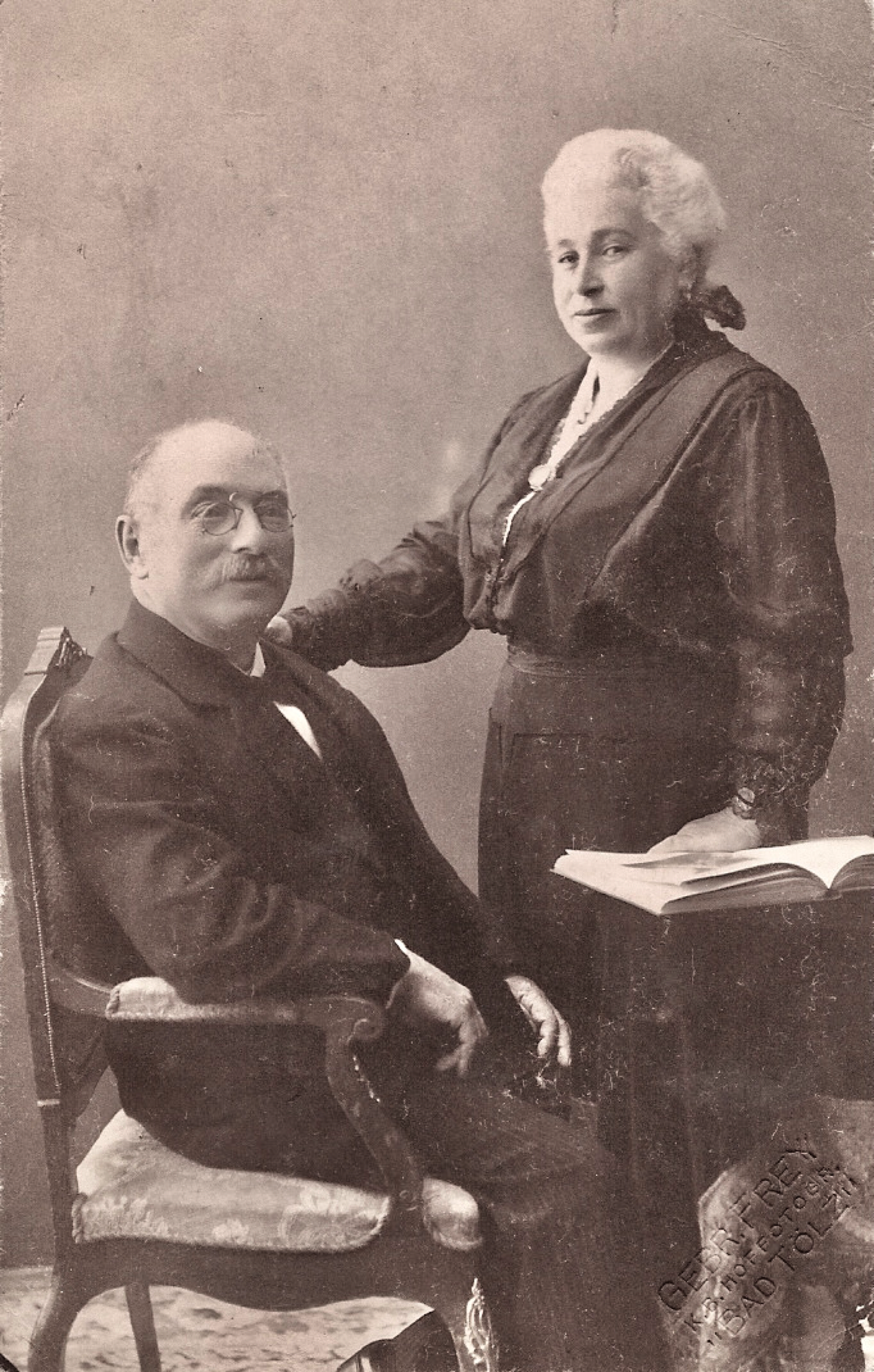
Hugo Bambergers Eltern Philipp Bamberger und Sarah „Serry“ Bamberger, geborene Ullmann, um 1916

Er war der dritte Sohn des aus dem oberfränkischen Mitwitz stammenden Kaufmanns und Unternehmers Philipp Bamberger (1858–1919) und dessen aus Feuchtwangen stammender Ehefrau Sarah „Serry“ Ullmann (1862–1925). Seine beiden älteren Brüder waren der Kaufmann und Unternehmer Otto Bamberger (1885–1933) sowie der Kaufmann und Unternehmer Anton Bamberger (1886–1950), sein jüngerer Bruder war der Kaufmann und Unternehmer Ludwig Bamberger (1893–1964).
Hugo Bamberger wuchs in seiner Geburtsstadt Lichtenfels auf, auch in direkter Nachbarschaft mit seinem Cousin Alfred David (1890–1956), dem Sohn seines Onkels Fritz (1862–1942). Etwa in der Zeit kurz vor seiner Geburt war seine Familie aufgrund der Verlagerung ihres Familienunternehmens D. Bamberger dorthin umgezogen. Sein Großvater David Bamberger (1811–1890), der Gründer dieses Unternehmens, zog per 1. Juli 1887 nach Lichtenfels. Seine Familie war jüdischer Abstammung, jedoch säkular orientiert.
Hugo Bamberger heiratete 1923 Margarete „Gretel“ (geboren am 21. Februar 1902 in Nürnberg; gestorben am 7. Februar 1991 in New York City), geborene Schwarzhaupt. Diese war Tochter des Kaufmanns Joseph Schwarzhaupt (geboren am 30. November 1869 in Regensburg; gestorben am 30. Oktober 1940 in Nottinghamshire, England) und dessen Ehefrau Emma Mayer (geboren am 10. Januar 1878 in Frankfurt am Main, Deutsches Reich; gestorben am 5. Dezember 1955 in New York City, USA). Joseph Schwarzhaupt war Mitinhaber einer fränkisch-bayerischen Filialkette, die beispielsweise in Nürnberg, Regensburg und Straubing renommierte Bekleidungskaufhäuser unter dem Namen von deren Gründer als Modewarenhaus Emanuel Schwarzhaupt betrieb. Aus der Ehe gingen zwei Töchter hervor, Susanne „Suse“ Helene (* 14. Mai 1925 in Hannover, später verheiratete Loebl) und Gabriele „Gabi“ Erika (* 27. Mai 1930 in Hannover, später verheiratete Lewinson), beide geboren in Hannover.

## Schule, Ausbildung und Studium

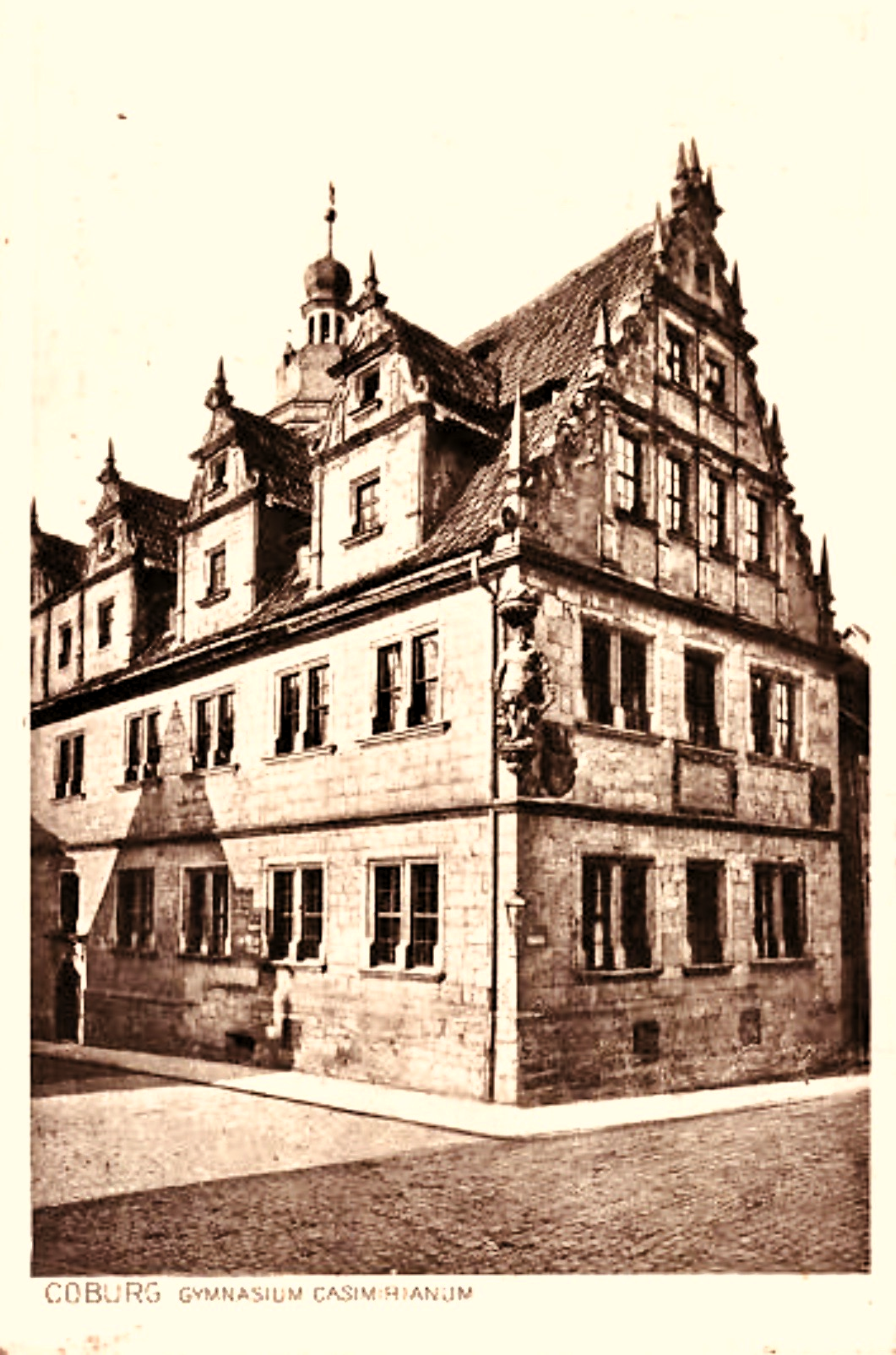
Das humanistische Gymnasium Casimirianum in Coburg

Hugo Bamberger besuchte in seinem Heimatort Lichtenfels die Bürgerschule und anschließend das humanistische Gymnasium in Coburg. Nach bestandener Reifeprüfung 1906 erlernte er den Beruf eines Apothekers und bestand im Jahr 1909 das pharmazeutische Vorexamen. Zum Sommersemester 1910 immatrikulierte er sich an der Julius-Maximilians-Universität in Würzburg und studierte dort Pharmazie und Chemie. Im Sommersemester 1912 bestand er die pharmazeutische Staatsprüfung, zum Ende des Wintersemesters 1912/13 das chemische Verbandsexamen. Im Sommersemester 1913 immatrikulierte er sich an der Universität Zürich, wo er im Wintersemester 1913/14 mit seiner Inauguraldissertation begann. Im August 1914 wurden sowohl er als auch sein Doktorvater, der Privatdozent Gustav Jantsch, zum Kriegsdienst einberufen.
Zum Ende des Sommersemesters 1919 konnte er die Arbeit an seiner Dissertation wieder aufnehmen, nun bei Paul Karrer, der 1937 zusammen mit Walter Norman Haworth den Nobelpreis für Chemie erhielt. Nach dem Ende des Krieges ergaben sich jedoch bei der Beschaffung der notwendigen chemischen Substanzen Probleme, weshalb Hugo Bamberger auf Zirkontetrachlorid ausweichen musste. Mit der Promotion zum Thema Über Additions-, Substitutions- und Halochromieerscheinungen in der organischen Chemie schloss er sein Studium als Doctor rerum naturalium (Dr. rer. nat.) ab. Seine Dissertation wurde im selben Jahr in der Hausdruckerei des Hannoveraner Unternehmens Jakobowitz & Co., G.m.b.H., dessen Mitinhaber sein älterer Bruder Anton war, gedruckt.

## Erster Weltkrieg

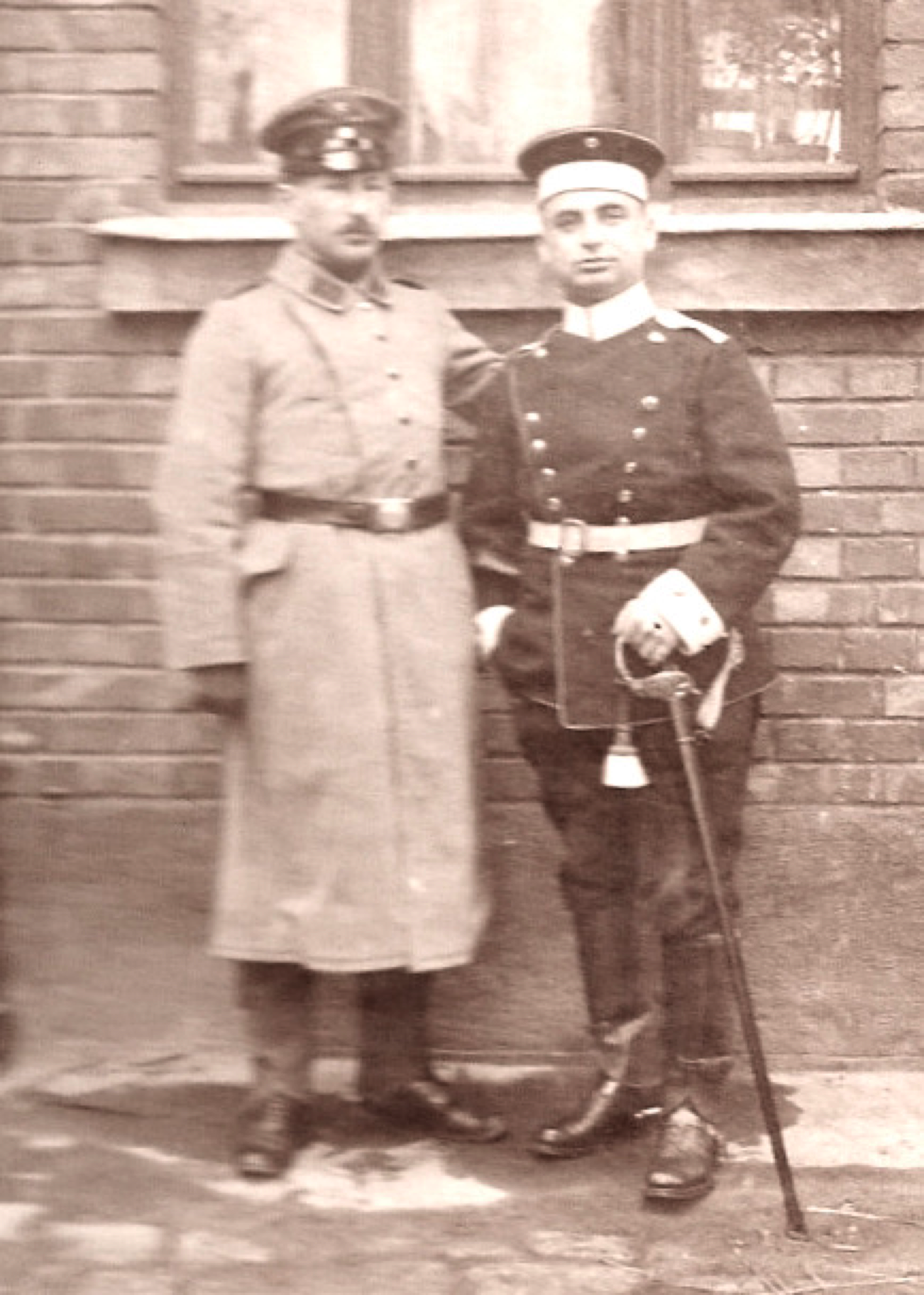
Otto Bamberger (links) mit Hugo Bamberger, 1915

Wie seine drei Brüder nahm Hugo Bamberger am Ersten Weltkrieg teil. Da Deutschen jüdischer Herkunft eine Offizierslaufbahn nahezu gänzlich verwehrt war, diente Hugo Bamberger ab 21. November 1914 als Krankenwärter im Reservelazarett Dillingen. Am 11. Juli 1915 wurde er zum überzähligen Sanitätsgefreiten ernannt und zur Ersatz-Eskadron des Königlich Bayerischen 8. Chevauleger-Regiments versetzt. Am 11. August 1915 wurde er der 7. Kompanie des I. Ersatz-Bataillons des Königlich Bayerischen 3. Infanterie-Regiments „Prinz Karl von Bayern“ (Friedensstandort Augsburg) zugeteilt und aufgrund seiner fachlichen Expertise zum hygienisch-bakteriologischen Laboratorium des Reserve-Lazaretts Lagerlechfeld kommandiert. Am 31. August 1915 wurde er zum überzähligen Sanitäts-Unteroffizier befördert. Am 15. Dezember 1916 wurde er zur Deutsch-Bulgarischen Sanitäts-Mission in Sofia befohlen. Am 31. Oktober 1917 wurde er aus Bulgarien zur 5. Kompanie des I. Ersatz-Bataillons des Königlich Bayerischen 3. Infanterie-Regiments „Prinz Karl von Bayern“ versetzt. Am 26. November 1918 wurde er in Folge des zwei Wochen zuvor in Kraft getretenen Waffenstillstands in die Heimat (nach Lichtenfels) entlassen. Er wurde mit einem bulgarischen Militär-Verdienstorden unbekannter Ausprägung (vermutlich VI. Klasse) und am 14. Dezember 1918 mit dem König Ludwig-Kreuz und 1918 mit dem Bayerischen Militärverdienstkreuz II. Klasse am Bande mit Krone und Schwertern ausgezeichnet.

## Wirken

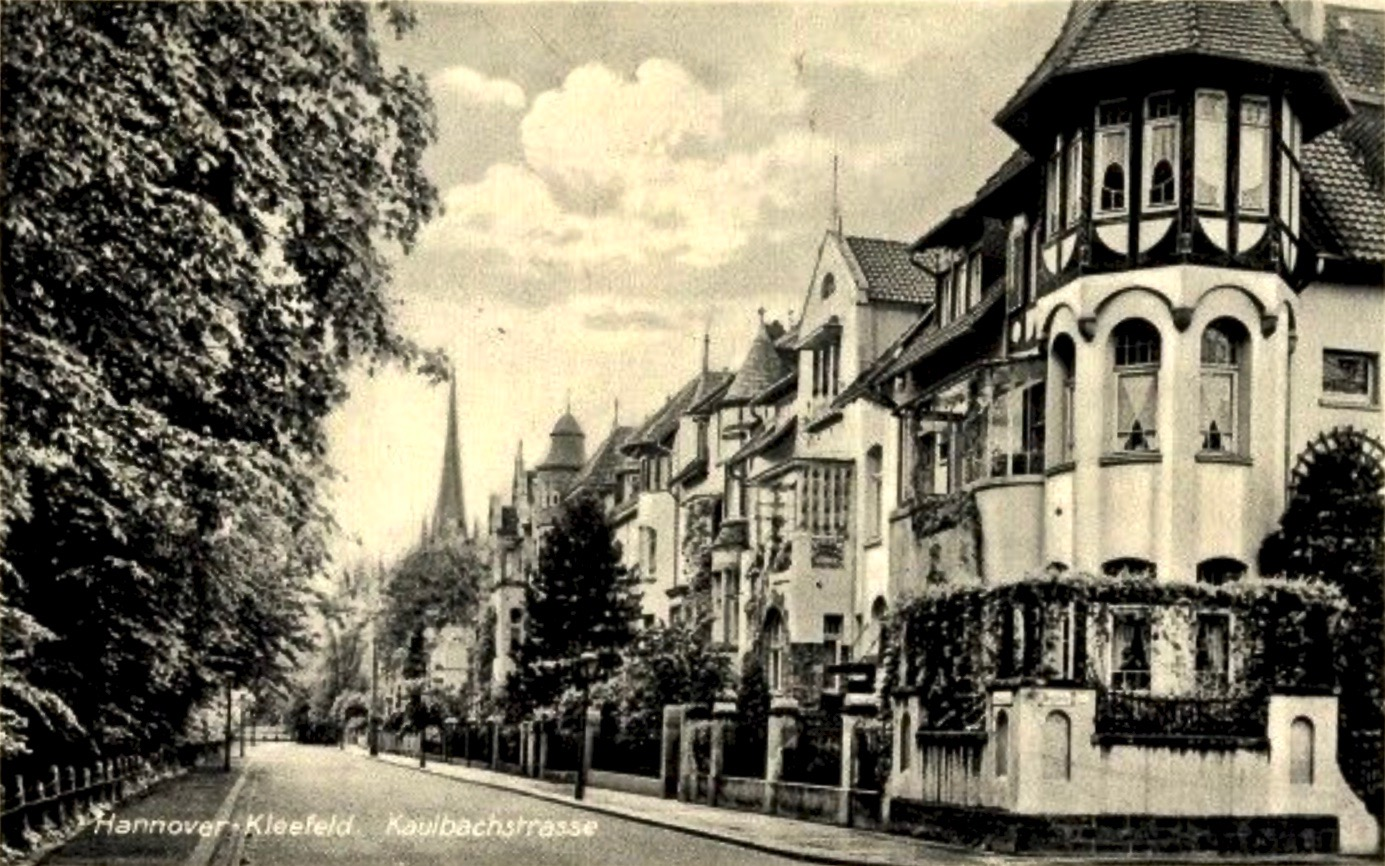
Kaulbachstraße in Hannover-Kleefeld, westlich an die Eilenriede grenzend

Noch während des Krieges zog er nach Hannover-Kleefeld in die Kaulbachstraße 3 im Philosophenviertel an der Eilenriede und erwarb die kleine chemische Fabrik Leonhardt & Martini (umgangssprachlich: „Blaufabrik“) in der Podbielskistraße 92 und der Köthenwaldstraße, im Juni 1926 zur Chemischen Fabrik Lehrte (CFL) umfirmiert, die noch heute ebenda besteht. Diese entwickelte er zu einem international agierenden Unternehmen, das mit dem Unternehmen Bolte & Co., K.G., an dem sein Bruder Anton ebenso beteiligt war wie an Leonhardt & Martini, kooperierte.
Neben der Herstellung von Feinchemikalien wie Konservierungsmitteln und Medikamenten, die beispielsweise nach Belgien, in die Niederlande und nach Spanien exportiert wurden, widmete sich Hugo Bamberger auf dem Areal der Chemischen Fabrik Lehrte jedoch auch einem intensiv betriebenen Hobby – dem Gartenbau. Er legte dort einen weitläufigen Garten mit Dutzenden von Obstbäumen, Sträuchern mit Beeren, Beeten für Gemüse und Blumen sowie Rasenflächen an, auf denen ein Gartenhaus errichtet wurde. Geerntet wurden Äpfel, Birnen, Pfirsiche, Kirschen, Himbeeren und Erdbeeren.
Seine Tochter Susanne besuchte ab 1935 in Hannover die Waldorfschule, die zu dieser Zeit in einer Villa in der Jägerstraße residierte. Im selben Jahr begann Hugo Bamberger damit, seine Emigration aus dem Deutschen Reich vorzubereiten. Sein Geschäftspartner, sein ehemaliger Kommilitone Fritz Arthur Rothschild (1891–1956), ein Rechtsanwalt, begann zusammen mit seiner Ehefrau Hertha, im spanischen Barcelona ein Büro aufzubauen. Geplant war, dass Hugo Bamberger mit seiner Familie im Jahr 1936 dorthin folgte. Dieses Vorhaben scheiterte jedoch, weil der Spanische Bürgerkrieg ausbrach, den die Faschisten für sich entschieden. Rothschild und Bamberger beschlossen daher, Italien in den Fokus zu nehmen, wo zwar eine faschistische Regierung herrschte, zunächst jedoch nicht mit antisemitischen Bestrebungen zu rechnen war. Die Rothschilds eröffneten ein Büro in Mailand, wohin ihnen im Jahr 1937 Hugo Bamberger folgte, nachdem er durch die „Arisierung“ aus der Chemischen Fabrik Lehrte gedrängt worden war. Als sich dann Mussolini und Hitler mit der Achse Berlin-Rom stärker aneinander banden, war auch Italien kein geeigneter Ort mehr für die Emigration deutscher Juden. 1936 hatte sich das Ehepaar Bamberger auch Brüssel als möglichen Ort einer Emigration angesehen und bei den belgischen Behörden einen Einwanderungsantrag gestellt. Genau diese Option wurde nun akut. Fritz und Hertha Rothschild wechselten Ende 1937 dorthin, Hugo Bamberger folgte kurz danach. Zu dritt gründeten sie das kleine pharmazeutische Unternehmen La Synthèse. Zu dieser Zeit durfte die Familie noch persönliche Habe mitnehmen, Hugo Bamberger zudem seine Laboreinrichtung, jedoch kein Barvermögen. Dieses setzte die Familie daher ein, um die beste Laboreinrichtung aus Platin zu erwerben, die es damals gab, Mobiliar, Bekleidung und Kunstwerke. Im Frühjahr 1938 folgte ihm seine Familie nach.
Im März 1938 war die Gestapo im Haus der Bambergers in Hannover vorstellig geworden, um sich nach Hugo Bambergers Ehefrau zu erkundigen. Diese war Mitglied einer Organisation gewesen, die sich für Frieden und Freiheit eingesetzt hatte, ein Umstand, der nun die Mitglieder in den Fokus der Geheimen Staatspolizei rückte.
Nach dem Überfall der deutschen Wehrmacht auf Belgien im Mai 1940 wurde Hugo Bamberger etwa im Mai/Juni in das südfranzösische Internierungslager Les Milles (auch: Camp de concentration des Milles) deportiert.

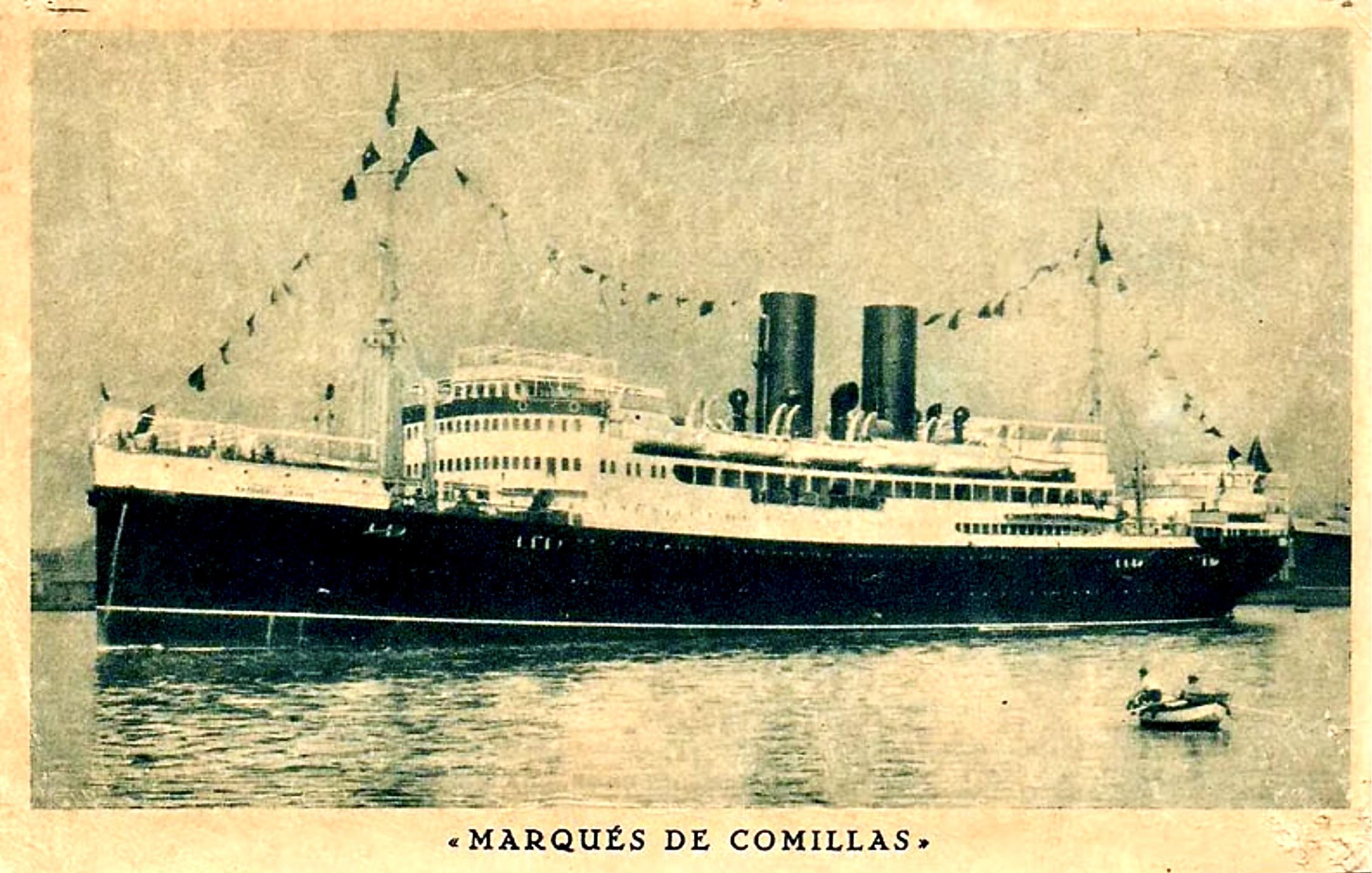
Marqués de Comillas der Compañía Transatlántica Española

Als er im April 1941 sein beantragtes Visum für die Vereinigten Staaten erhielt, durfte er das Internierungslager verlassen und emigrierte einen Monat später über Spanien und Portugal mit der Marqués de Comillas der Compañía Transatlántica Española in die Vereinigten Staaten. Seine Ehefrau und seine beiden Töchter waren hingegen in Belgien in die Illegalität gegangen und mussten dort unter schwierigen und gefährlichen Bedingungen bis zum Kriegsende im Untergrund leben.
Dem sieben Sprachen beherrschenden Hugo Bamberger, der in den USA mittellos eingetroffen war, gelang es erneut, eine pharmazeutische Fabrik, die Chemo Puro Mfg. Corp. auf Long Island im Bundesstaat New York, aufzubauen. Am 15. Februar 1944 wurde er naturalisiert, ergo eingebürgert. 1946 konnten seine Ehefrau und seine beiden Töchter in die USA nachfolgen.
Hugo Bamberger verstarb im Alter von 62 Jahren, seine Ehefrau Margaret im Alter von 88 Jahren. Beide wurden auf dem Ferncliff Cemetery in Hartsdale, Westchester County, New York, beigesetzt.

## Veröffentlichungen
- Über Additions-, Substitutions- und Halochromieerscheinungen in der organischen Chemie. Hausdruckerei Jakobowitz & Co., G.m.b.H., Hannover 1921. OCLC 43620160 [17]